# Plastipak
Plastipak este o companie americană înființată în 1971 în orașul Michigan.
Este unul dintre cei mai importanți producători de PET-uri din lume, alături de Consolidated Container și Toledo Illinois.
Plastipak este unul dintre furnizorii importanți la nivel mondial pentru gigantul american Procter & Gamble, precum și pentru Kraft Foods și PepsiCo.
Compania are vânzări de peste un miliard de dolari anual și deține prezent 20 de fabrici la nivel mondial, mai mult de jumătate din acestea fiind amplasate în Statele Unite.
Este prezentă în Europa de Est din 2006 prin construcția a patru fabrici în Bratislava (Slovacia), Praga (Cehia), Kechnec (Slovacia) și Bascharage (Luxemburg).
În februarie 2008, Plastipak a achiziționat două companii din Italia pe care le-a reunit sub denumirea Plastipak Italia.
Plastipak va inaugura în a doua jumătate a anului 2010 prima sa unitate de producție din România, la Urlați, pentru a furniza ambalaje fabricii de șampoane a Procter & Gamble aflată în construcție în prezent în localitatea respectivă.